# Soos
Soos è un'importante riserva naturale nazionale situata nel bacino del fiume Ohře nella Repubblica Ceca occidentale, al confine con la Germania. La riserva comprende una zona paludosa, che è diventata nota a livello internazionale per le sue mofette naturali e le sorgenti minerali.